# Mycetophila lubomirskii
Mycetophila lubomirskii är en tvåvingeart som beskrevs av Dziedzicki 1884. Mycetophila lubomirskii ingår i släktet Mycetophila och familjen svampmyggor. Arten är reproducerande i Sverige. Inga underarter finns listade i Catalogue of Life.